# Pécsi Opera
A Pécsi Operát 1960-ban alapították Pécsett, a Pécsi Nemzeti Színház részeként működő társulat otthona a Pécsi Nemzeti Színház épületében van. Kibővített énekkara 1984-ben színházi énekesekből, és zeneileg képzett operakedvelő amatőrökből alakult, tehetségük fejlesztésére, a műfaj közkedveltségére, az ifjúság zenei nevelésének segítésére, különös tekintettel a magyar operák megismertetésére a közönséggel hazánkban és külföldön. Az énekkar rendszeresen, és sokfelé adott az országban hangversenyt esztétikai és nevelési szándékkal. Az együttes a pécsi opera előadásainak állandó énekkara. Repertoárja az oratóriumtól az operáig terjed. Operaturnékon és hangversenyeken többször szerepelt a kórus Németországban, a volt Jugoszláviában, Angliában, majd az amerikai Blue Lake Arts Camp ifjúsági zenei intézmény meghívásának tett eleget az USA-ban. Mozart: A Varázsfuvola c. operáját vitte színre hat előadásban, valamint magyar operákból összeállított önálló esttel bejárta Chicago, Port Austin, Muskegon, Grand Rapids, Clió, Toledó városát. A későbbiekben ma élő zeneszerzők is az együttesre bízták oratórikus műveik ősbemutatóját, miközben folyamatosan ellátták a színházban rájuk háruló operafeladatokat. Legutóbb 2006 nyarán a Fenyár szervezésében létrejövő Bakáts téri (Budapest) ünnepi játékon Erkel Ferenc: Hunyadi László c. operájának 45 fős énekkarát az együttes látta el. 2007-ben Mozart: Szöktetés a szerájból c. operáját mutatta be az operatársulat az énekkar részvételével.

## Külső hivatkozások
- A Pécsi Nemzetiszínház oldalának ismertetője.[halott link]
- Pécsi opera: bizonytalan jövő. A www.nol.hu cikke.